# Purrr!
Purrr! es el EP debut de la rapera y cantante estadounidense Doja Cat, lanzado el 5 de agosto de 2014 de manera independiente a través de Mau Records. La canción «So High» fue lanzada como el sencillo principal del álbum el 11 de marzo de 2014 y más tarde, «No Police» como el segundo sencillo el 12 de agosto. La mayoría de las canciones fueron compuestas por la misma Doja Cat.

## Promoción

### Sencillos
Doja Cat lanzó su sencillo debut a través de plataformas digitales el 11 de marzo de 2014, el cual sirvió como primer sencillo del EP. El video musical oficial de la canción fue lanzado el 27 de marzo en Vevo y fue dirigido por ella misma junto a Jesse Salto. «No Police» fue lanzada más tarde como el segundo sencillo el 12 de agosto. La canción no contó con un video musical, solo se subió un audio de la canción con una animación en YouTube.

## Lista de canciones
Lista adaptada de Tidal.

| N.º   | Título      | Escritor(es)                                                                                      | Productor(es)                  | Duración |  |
| 1.    | «Beautiful» | Amala Zandile Dlamini, Cameron Bartolini, Cecelie Maja, Hastrup Karshaj, Iman Omari y Robin Braun | Iman Omari y Lazonate Franklin | 3:46     |  |
| 2.    | «Nunchucks» | Zandile Dlamini                                                                                   | MNDSGN                         | 3:15     |  |
| 3.    | «So High»   | Zandile Dlamini                                                                                   | Evil Needle                    | 3:19     |  |
| 4.    | «No Police» | Zandile Dlamini y Bartolini                                                                       | Dream Koala                    | 4:00     |  |
| 5.    | «Control»   | Zandile Dlamini                                                                                   | Yeti Beats                     | 3:40     |  |
| 18:00 |             |                                                                                                   |                                |          |  |

Notas
- «No Police» contiene un sample de la canción «We Can't Be Friends» del cantante brasileño-estadounidense Dream Koala.[3]

## Historial de lanzamiento
| Región | Fecha               | Formato                     | Discográfica | Ref.  |
| ------ | ------------------- | --------------------------- | ------------ | ----- |
| Varios | 5 de agosto de 2014 | Descarga digital, Streaming | Mau Records  | [ 2 ] |